# Sofía Vergara

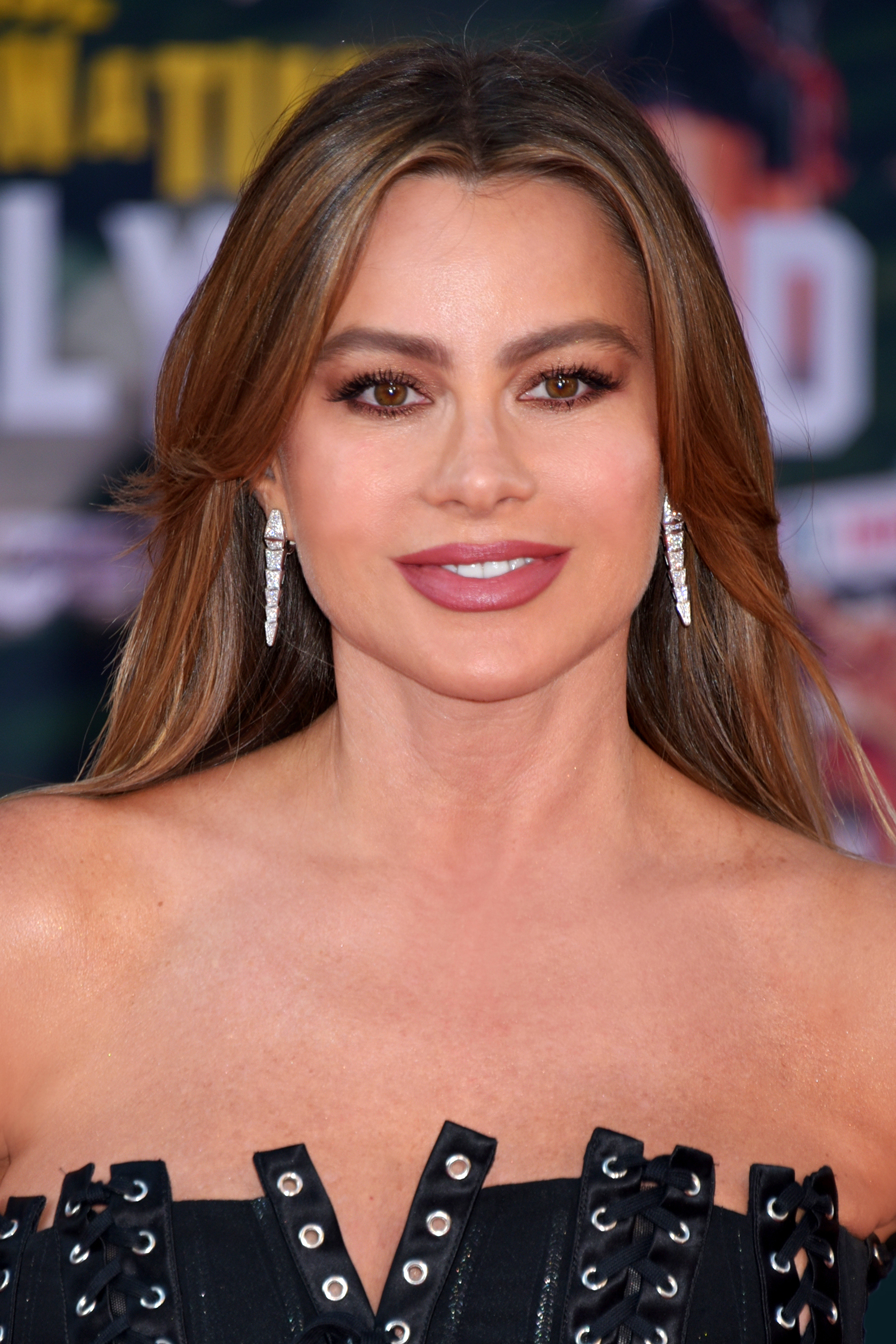
Sofía Vergara, 2019

Sofía Margarita Vergara (* 10. Juli 1972 in Barranquilla) ist eine kolumbianisch-US-amerikanische Schauspielerin, Filmproduzentin und Model.

## Leben
Vergara begann ihre Karriere als Model und erregte erste Aufmerksamkeit in Lateinamerika durch einen Auftritt in einem Werbespot für Pepsi. Für den spanischsprachigen Fernsehsender Univision arbeitete sie daraufhin als Moderatorin populärer Sendungen wie Fuera de serie und A que no te atreves.
2002 hatte Vergara ihren Durchbruch in Hollywood mit einer Nebenrolle in der Filmkomödie Jede Menge Ärger von Barry Sonnenfeld mit Tim Allen und Rene Russo. Es folgten Auftritte in den Filmen Soul Plane, Dogtown Boys und Vier Brüder, für den sie mit ihren Co-Darstellern für einen Black Reel Award in der Kategorie Bestes Ensemble nominiert wurde.
Im Fernsehen trat Vergara durch Nebenrollen in den kurzlebigen Sitcoms Hot Properties und Knights of Prosperity in Erscheinung. 2007 gehörte sie zur Hauptbesetzung der 1. Staffel von Amas de Casa Desesperadas, der kolumbianisch-ecuadorianischen Version von Desperate Housewives, außerdem war sie in diesem Jahr als wiederkehrender Charakter in der Anwaltserie Dirty Sexy Money zu sehen.
Von 2009 bis 2020 spielte sie Gloria Delgado-Pritchett in der Mockumentary Modern Family. Für diese Rolle wurde sie 2010, 2011, 2012 und 2013 für einen Emmy für die beste weibliche Nebenrolle nominiert. 2011 folgte für den Part eine Golden-Globe-Nominierung. Im Mai 2012 bekam sie eine Rolle in Machete Kills, der Fortsetzung zu Robert Rodriguez’ Action-Thriller Machete.
Laut Forbes Magazin ist Vergara zum siebten Mal in Folge die bestbezahlte Seriendarstellerin mit einem geschätzten Einkommen von 42,5 Millionen US-Dollar (Juni 2017 bis Juni 2018).
Bei den 46th People’s Choice Awards gewann die Schauspielerin 2020 in der Kategorie The Comedy TV Star of 2020.
Seit 2020 ist Vergara Teil der Jury von America’s Got Talent. 2023 war Vergara Gastjurorin bei Germany’s Next Topmodel.

### Privates
Für ihr soziales Engagement wurde sie 1999 als Hispanic Woman of the Year ausgezeichnet. 2002 erhielt sie als erste Kolumbianerin die Auszeichnung Women of Hope für ihre Vorbildfunktion für junge lateinamerikanische Frauen.
Vergara hat einen Sohn (* 1991) aus ihrer Ehe mit ihrem Highschoolfreund Joe Gonzalez. Die Ehe hielt von 1991 bis 1993. Am 10. Juli 2012 verlobte sie sich mit dem US-amerikanischen Geschäftsmann Nick Loeb. Die Auflösung der Verlobung wurde am 23. Mai 2014 bekannt. Im Mai 2015 erregten die beiden Aufmerksamkeit, als bekannt wurde, dass sie sich um die gemeinsamen, eingefrorenen Embryonen streiten.
Im Juli 2014 wurde bekannt, dass Vergara mit dem Schauspieler Joe Manganiello liiert ist. Die beiden verlobten sich an Weihnachten 2014 nach sechs Monaten Beziehung. Die Hochzeit fand am 22. November 2015 in Palm Beach, Florida statt. Im Juli 2023 reichten die beiden die Scheidung ein.
Im Jahr 2000 wurde bei Vergara Schilddrüsenkrebs festgestellt, welcher erfolgreich behandelt werden konnte.
Ihre jüngere Schwester ist die Schauspielerin Sandra Vergara.

## Filmografie (Auswahl)
Als Schauspielerin

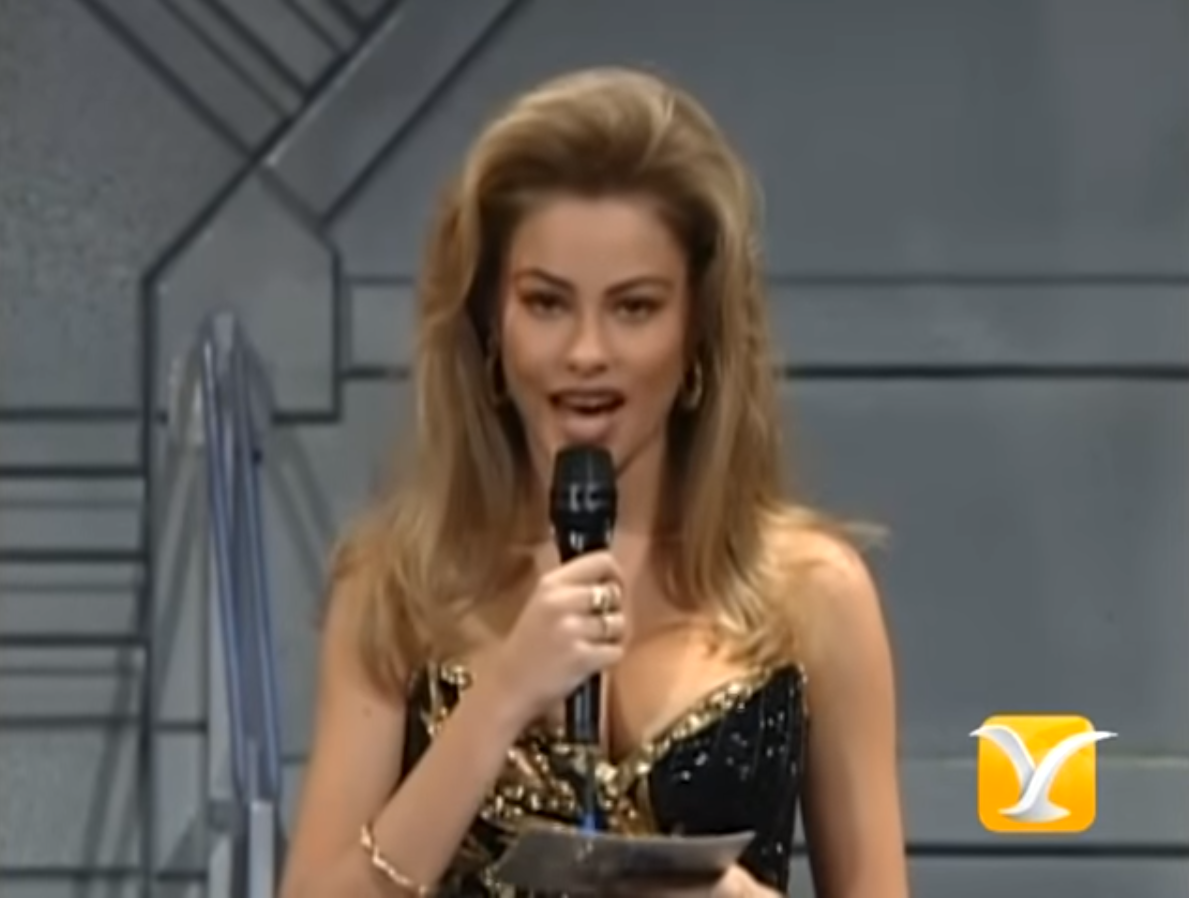
Sofía Vergara, 1994

- 1995: Acapulco, cuerpo y alma (Fernsehserie, 3 Folgen)
- 2002: Jede Menge Ärger (Big Trouble)
- 2002: What’s Up, Dad? (My Wife and kids, Fernsehserie, Folge 3x04)
- 2003: Eine Affäre zu viert (Chasing Papi)
- 2004: Eve (Fernsehserie, Folge 1x16)
- 2004: The 24th Hour
- 2004: Soul Plane
- 2004: El ecsándalo del mediodía (Fernsehserie, 1 Folge)
- 2004: Rodney (Fernsehserie, Folge 1x09)
- 2005: Dogtown Boys (Lord of Dogtown)
- 2005: Vier Brüder (Four Brothers)
- 2005: 7 Days – Sieben Tage bis U2 (7 Dias)
- 2005: Hot Properties – Gut gebaut und noch zu haben (Hot Properties, Fernsehserie, 13 Folgen)
- 2006: Die Party Animals sind zurück (Pledge This!)
- 2006: Verbraten und Verkauft (Grilled)
- 2007: Entourage (Fernsehserie, Folge 4x01)
- 2007: Amas de casa desesperadas (Fernsehserie, 23 Folgen)
- 2007: The Knights of Prosperity (Fernsehserie, 13 Folgen)
- 2007: Dirty Sexy Money (Fernsehserie, 4 Folgen)
- 2008: Fuego en la sangre (Fernsehserie, 9 Folgen)
- 2008: Meet the Browns
- 2008: Men in Trees (Fernsehserie, 2 Folgen)
- 2009: Madea Goes to Jail
- 2011: The Cleverland Show (Fernsehserie, Folge 2x18, Stimme)
- 2011: Die Schlümpfe (The Smurfs)
- 2011: Happy Feet 2 (Happy Feet Two, Stimme)
- 2011: Happy New Year (New Year’s Eve)
- 2012: Die Stooges – Drei Vollpfosten drehen ab (The Three Stooges)
- 2013: Nix wie weg – vom Planeten Erde (Escape from Planet Earth, Stimme)
- 2013: Plötzlich Gigolo (Fading Gigolo)
- 2013: Machete Kills
- 2014: Kiss the Cook – So schmeckt das Leben! (Chef)
- 2015: Wild Card
- 2015: Miss Bodyguard (Hot Pursuit)
- 2016: Die Simpsons (The Simpsons, Fernsehserie, Folge 27x11)
- 2016: Keeping Up with the Powerpuff Girls (Miniserie, Folge 1x03)
- 2017: The Female Brain
- 2017: Emoji – Der Film (The Emoji Movie, Stimme von Flamenca)
- 2013–2017: Family Guy (Fernsehserie, 2 Folgen)
- 2018: Bent
- 2018: The Brits are coming – Diamanten-Coup in Hollywood (The Con Is On)
- 2019: Bottom of the 9th (Stano)
- 2009–2020: Modern Family (Fernsehserie, 250 Folgen)
- seit 2020: America’s Got Talent (Fernsehsendung, Jurymitglied)
- 2021: Die Koati (Koati, Stimme von Zaina)
- 2023: Germany’s Next Topmodel (Fernsehsendung)
- 2023: Doggy Style (Strays, Stimme von Dolores)
- 2024: Griselda (Miniserie, 6 Folgen)
- 2024: Ich – Einfach unverbesserlich 4 (Despicable Me 4, Stimme von Valentina)
- 2024: This Is Me... Now: A Love Story

### Produktion
- 2006: Amas de casa desesperadas (Fernsehserie)
- 2014: Killer Women (Fernsehserie, Folge 1x01)
- 2015: Miss Bodyguard
- 2019: 365 Day of Love (Fernsehserie 8 Folgen)
- 2021: Die Koti (Koti)
- 2021: Maradona; Leben wie ein Traum (Maradona: Sueño bendito, Fernsehserie, Folge 1x01)
- 2024: Griselda (Miniserie, 6 Folgen)

## Auszeichnungen/Nominierungen
Golden Globe
- 2011: Nominierung als Beste Nebendarstellerin – Serie, Mini-Serie oder Fernsehfilm für Modern Family
- 2012: Nominierung als Beste Nebendarstellerin – Serie, Mini-Serie oder Fernsehfilm für Modern Family
- 2013: Nominierung als Beste Nebendarstellerin – Serie, Mini-Serie oder Fernsehfilm für Modern Family
- 2025: Nominierung als Beste Hauptdarstellerin – Miniserie, Anthologie-Serie oder Fernsehfilm für Griselda

Primetime Emmy Award
- 2010: Nominierung als Beste Nebendarstellerin in einer Comedyserie für Modern Family
- 2011: Nominierung als Beste Nebendarstellerin in einer Comedyserie für Modern Family
- 2012: Nominierung als Beste Nebendarstellerin in einer Comedyserie für Modern Family
- 2013: Nominierung als Beste Nebendarstellerin in einer Comedyserie für Modern Family
- 2024: Nominierung als Beste Hauptdarstellerin in einer Miniserie oder Fernsehfilm für Griselda

Screen Actors Guild Award
- 2010: Nominierung für das beste Schauspielensemble in einer Comedyserie für Modern Family
- 2011: Nominierung als Beste Darstellerin in einer Comedyserie für Modern Family
- 2011: Bestes Schauspielensemble in einer Comedyserie für Modern Family
- 2012: Nominierung als Beste Darstellerin in einer Comedyserie für Modern Family
- 2012: Bestes Schauspielensemble in einer Comedyserie für Modern Family
- 2013: Nominierung als Beste Darstellerin in einer Comedyserie für Modern Family
- 2013: Bestes Schauspielensemble in einer Comedyserie für Modern Family
- 2014: Bestes Schauspielensemble in einer Comedyserie für Modern Family
- 2015: Nominierung für das beste Schauspielensemble in einer Comedyserie für Modern Family
- 2016: Nominierung für das beste Schauspielensemble in einer Comedyserie für Modern Family

ALMA Award
- 2009: Nominierung als Beste Hauptdarstellerin für Madea goes to Jail
- 2010: Nominierung als Beste Fernsehschauspielerin – Komödie für Modern Family

Imagen Foundation Awards
- 2010: Nominierung für das beste Schauspielensemble in einer Comedyserie für Modern Family

Sonstige Auszeichnungen:

2015 bekam Sofia Vergara einen Stern auf dem Hollywood Walk of Fame 

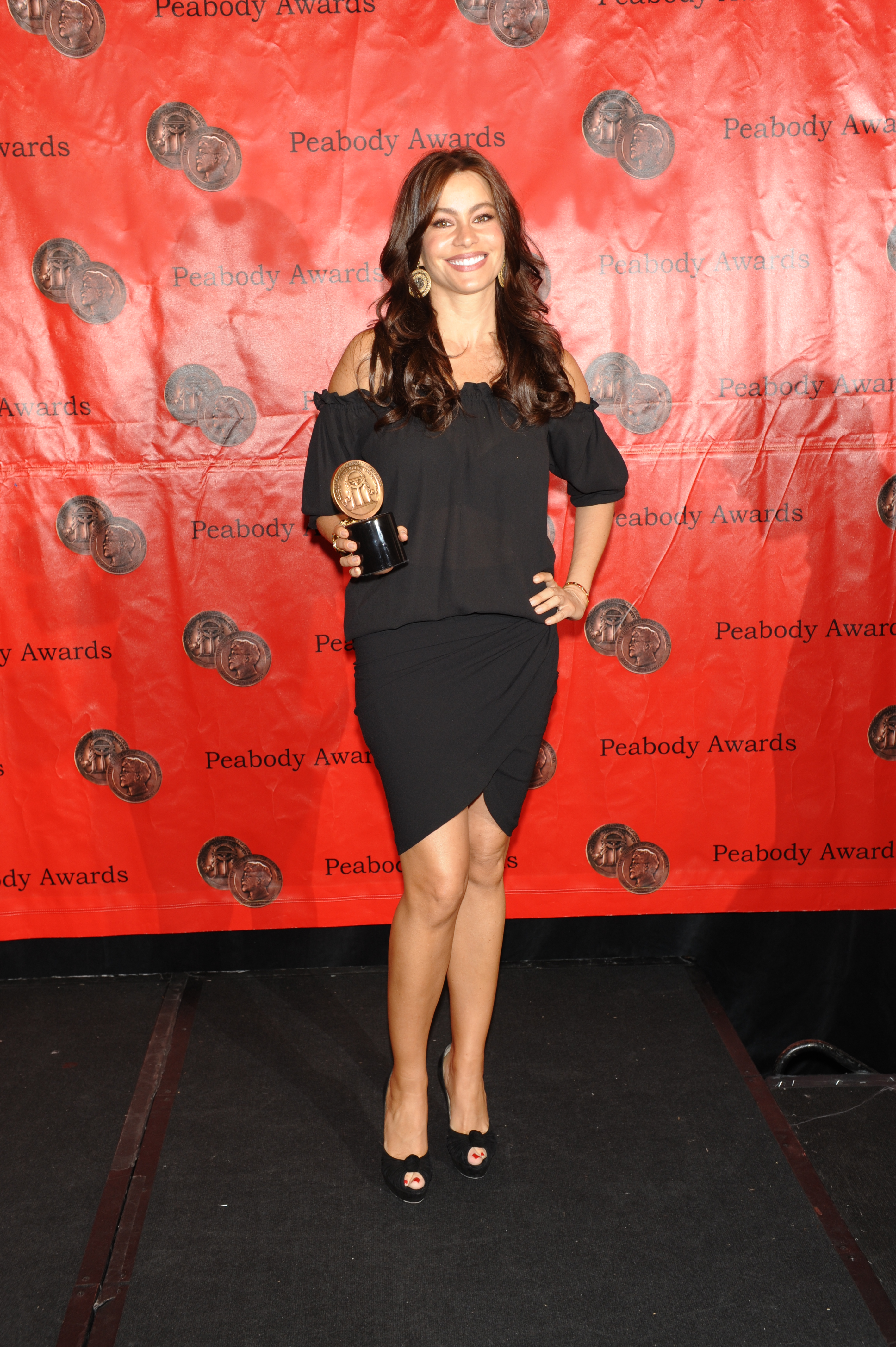
Sofía Vergara mit dem Peabody Award für die Serie Modern Family (2009)